# Paul Ben-Haim
Paul Ben-Haim, nemško-izraelski skladatelj, dirigent in pedagog, * 1897, † 1984.